# Viktorin Strigel
Viktorin/Victorinus Strigel (* 16. oder 26. Dezember 1524 in Kaufbeuren; † 26. Juni 1569 in Heidelberg) war ein lutherischer Theologe.

## Leben

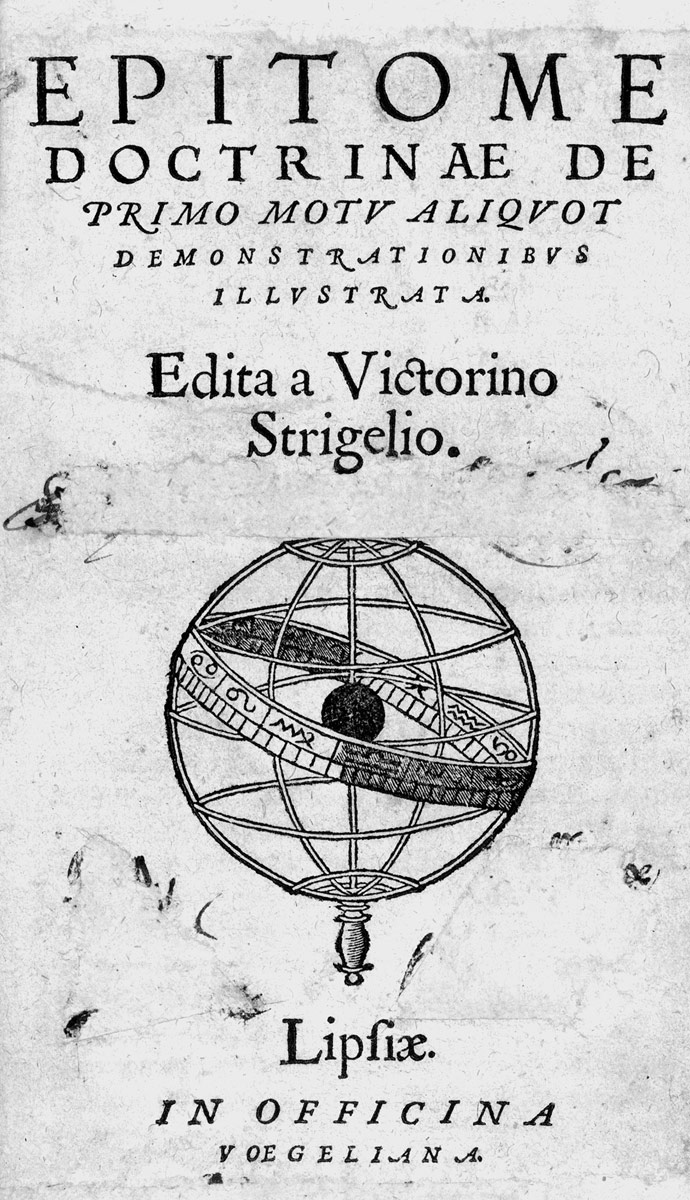
Epitome doctrinae de primo motu, Leipzig 1564

Viktorin Strigel wurde 1524 in Kaufbeuren als Sohn des Arztes Ivo Strigel geboren. Er besuchte die Universität in Freiburg im Breisgau und begab sich im Oktober 1542 an die Universität Wittenberg, um Philosophie und Theologie zu studieren. Hier schloss er sich vor allem Philipp Melanchthon an und erwarb 1544 den akademischen Grad eines Magisters und hielt selbst Vorlesungen. Durch den Schmalkaldischen Krieg flüchtete er mit Melanchthon zunächst nach Magdeburg und begab sich an die Universität Erfurt, wo er ebenfalls Vorlesungen hielt. Von Erfurt aus wurde er nach Jena empfohlen, wo er sich an der Gründung des Gymnasiums academicum beteiligte und ab dem 20. März Vorlesungen über Philosophie, Geschichte und später über Melanchthons Loci theologici hielt.
Seine akademische Laufbahn setzte er dann als Professor und Rektor der Universität Jena fort. Er trat für die Schaffung von Universitätsgesetzen ein. Strigel unterrichtete Studenten im aufgelassenen Jenaer Dominikanerkloster, in dessen Räumen das »Collegium Jenense« entstand. Mit der Berufung von Matthias Flacius 1557 geriet Strigel in den Richtungsstreit zwischen den orthodoxen Gnesiolutheranern und den Philippisten, der eher vermittelnden Richtung der Anhänger Melanchthons. 1559 wurde er wegen seiner theologischen Auffassung gar verhaftet und vom Dienst suspendiert. 1562 ging er als Professor an die Universität Leipzig, von da nach Wittenberg und schließlich 1567 an die Universität Heidelberg, wo er zum Calvinismus übergetreten sein soll.

## Werkauswahl
- Oratio De Stvdiis Doctrinae Christianae. Vögelin, Leipzig 1563. (Digitalisat)
- Disputatio De Ivsticia Ex Libro Qvinto Ethicorvm Aristotelis ad Nicomachum. Vögelin, Leipzig 1563. (Digitalisat)
- Oratio De Propheta Esaia. Vögelin, Leipzig 1564. (Digitalisat)
- Hypomnēmata in omnes epistolas Pauli et aliorum apostolorum et in Apocalypsin. Vögelin, Leipzig 1565. (Digitalisat)
- Epitome doctrinae de primo motu, aliquot demonstrationibus illustrata. Vögelin, Leipzig 1565. (Digitalisat)
- Oratio De Adamo Primo Parente Generis Hvmani. Vögelin, Leipzig 1565. (Digitalisat)
- Oratio De Noha Altero Parente Generis Hvmani. Vögelin, Leipzig 1565. (Digitalisat)
- Loci theologici, Neustadt a. d. H. 1581–1584. (Digitalisat Band 1), (Band 2), (Band 3), (Band 4)